# Sungai Mataiang
Sungai Mataiang – rzeka pływowa w północnej części wyspy Pulau Selirong w mukime Labu w dystrykcie Temburong w Brunei. Uchodzi do Zatoki Brunei, będącej częścią Morza Południowochińskiego.
Brzegi porośnięte lasem mangrowym złożonym z różnych gatunków z rodzaju Rhizophora. Rejon ten objęty jest ochroną w ramach Pulau Selirong Forest Recreation Park.